# Engelomyia obscura
Engelomyia obscura är en tvåvingeart som först beskrevs av Townsend 1914.  Engelomyia obscura ingår i släktet Engelomyia och familjen parasitflugor.
Artens utbredningsområde är Peru. Inga underarter finns listade i Catalogue of Life.